# 超星艦隊セイザーX
『超星艦隊セイザーX』（ちょうせいかんたいセイザーエックス）は、2005年10月1日から2006年6月24日までテレビ東京系列で全38話（3クール）が放送された、東宝製作の特撮テレビドラマ。

## あらすじ
西暦2500年。2005年に突如現れた宇宙海賊デスカル（後のネオデスカル）により地球は征服されていた。反乱軍は、過去に戻ってデスカルのコスモカプセル略奪を阻止するため、2005年の地球にセイザーXを送り込む。
一方西暦2005年。F1レーサーを夢見る青年の安藤拓人は、突如空に現れた巨大な戦艦を目撃する。それが祖父の宗二郎に話を聞いた宇宙海賊だと気付いた拓人は、それを追う途中で未来人のレミーたちと出会い、「セイザーXとなり地球の危機を救う」という自らに課せられた使命を知るのだった。
本作品のストーリーは『グランセイザー』と同じくほぼ1クールごとに区切られ、3部構成である。
- 第1部（第1話 - 第13話）：宇宙海賊デスカルとのコスモカプセル争奪戦。
- 第2部（第14話 - 第27話）：未来から来たネオデスカルとのコスモカプセル争奪戦。
- 第3部（第28話 - 第38話）：ネオデスカルとの最終決戦。

## 特徴
超星神シリーズの第3作で、最終弾。
前2作は女性戦士がいたが、本作品は変身するのは男性戦士のみで、女性メンバーのレミーは敵の属性分析などサポートに回っている。また前2作はメンバー全員が地球人であったのに対し、本作品の地球人のメンバーは主人公の拓人のみである。ロボット（流星神）は、前作の変形が複雑化したことの反省から、分割した戦艦にコアロボを挟み込むという極度に単純化したものとなった。
プロットや企画書では『超星戦艦ウインバイザー』『超星戦艦ヴィクトライザー』『ギャラクシーザー』という仮題であった。
宇宙規模の壮大なストーリーがメインとして存在する一方、コメディ要素が強調され、物語の重要な部分が常に安藤家の茶の間で展開するという庶民的な感覚が盛り込まれている。
デスカル3将軍は敵役ながら憎めないキャラクターで人気となり、通販限定でソフビ人形も発売された。
特撮では月面での低重力表現などテレビシリーズとしては意欲的な表現に挑んでいる。劇場版制作のため、テレビシリーズは初期に撮り貯めをして、劇場版の撮影を行ったのちテレビシリーズへ戻っている。また、撮影期間中には、本作品のスタッフとスタジオを用いてパチンコ『CRゴジラ3』の映像パートの撮影も行っている。
前2作は10月 - 翌年9月の一年間放送だったのに対し、本作品は9か月（38話）と放送回数が少ないが、これは打ち切りではなく、当初からの予定である。当初、製作されるはずであった超星神シリーズの第4弾『超星騎士ライフセイザー』の立ち上がり時期を夏にするため、3クールに編成が変更された。番組予告、雑誌掲載も前作『幻星神ジャスティライザー』放送中の2005年7月から開始している。
前作に引き続き、キャラクターデザインの一部に東宝特撮映画に登場したキャラクターがモデルに取り入れられている。
今回のみ、なりキッズコンテスト（服飾スポンサーのなりきり）が行われていない。
前述のように第4弾の企画も進められていたが、売り上げ不振によってスポンサーが継続を断念し、本作品をもって超星神シリーズが完結することとなった。特技監督の川北紘一は、劇場版の評判が良かったのでもう少しやりたかったと述べている。
本作品終了後、テレビ東京土曜朝9時前半における特撮番組枠は2016年4月2日よりこの枠に移動した『新ウルトラマン列伝』まで約10年間に渡って中断となっていた。

## 登場人物

### セイザーX
安藤 拓人（） / ライオセイザー
本作品の主人公。18歳。F1レーサーを目指してアルバイトに励んでおり、序盤では毎回様々なバイトをしている場面が見られた。
子供のころ、祖父の宗二郎に宇宙海賊が現われることを聞かされて戦いを決意し、ストレージリングを渡されていた。
性格は熱血漢でお調子者。人の話を最後まで聞かないところがあり、小さいころは父に叱られないで育てられたため、わがままな性格だったが宗二郎には叱られるも懐いた。そのことから祖父離れできない面もあるが戦いを通して成長する。戦いが終わった後、父親がいるイギリスへと旅立った模様。
- 全体プロットでは「本多琢磨」という名前であった。

アド / イーグルセイザー
ワシ座星系ビオート星出身。18歳。自尊心が高く、真面目かつ無愛想な性格で、戦士としての責任感ゆえ、地球の平和以上にコスモカプセル奪還の任務を何よりも優先する。しかし、それゆえに仲間を非常に大事にする。当初は白米を嫌い温泉を警戒するなど地球環境に馴染めなかったが、その後誰よりも興味を持つようになる。
ブレアードたちの先祖が暮らしていた地球を侵略し、現代人の先祖となったのがビオード星人だという衝撃的な事実にうちのめされたこともある。
戦いが終わった後、現代のビオード星へ旅立ち、未来に於いて家族制が崩壊している故郷を改革しようとしている模様。本名は「アドルナリー・ミンマーノ・サンノリディク・オプクナールエンダ・・・」と、とてつもなく長い。
- 全体プロットではアリエスという女性戦士であった。

ケイン・ルカーノ / ビートルセイザー
ヘラクレス座星系ラディ星出身。一人称は「僕」。18歳。12人兄弟の長男で、家族を養うために戦いに参加している。メカ好きだったのか、宗二郎のガレージに入り浸るようになる。
観光が大好きでのほほんとしていてマイペースな性格だが、本人曰く「やるときはやる男」。グローザによりラディ星への宇宙海賊の総攻撃を止める代わりに、セイザーXを裏切るように指示された時には、普段の温厚な顔が消えうせて悩む姿が見られた。よく拓人とアドのケンカの仲裁役をしている。枕が変わると寝られない。本人曰く昆虫の王様はカブトムシらしい。戦いが終わった後、アインやツバインと共に家族のいる未来のラディ星へ戻る。

レミー・フリーデ
アンドロメダ座星系ルーエ星出身。18歳。ライオキャリアーの副官。拓人にナックルクロスを授ける。頻繁に安藤家に顔をだしては拓人のことを「たっくん」と呼んでいろいろレクチャーしている。かつてルーエ星に自分を預けたシャークを父親のように慕っており、同時に実の父親ではないかと感じている。
その正体は1960年でシャークが出会った過去の地球人であり、不治の病にかかっていたため、シャークは彼女を救うために歴史改変のチャンスを棒に振ってまで、コスモカプセルを使って未来のルーエ星に連れて行った。未来の医療技術により病気は完治したものの、病気の影響で身体が装着に耐えられないため戦闘能力はなく、主に敵の属性の分析をする役割だったが、シャークに格闘術を教わりある程度は戦えるようになる。戦いが終わった後は、現代の地球に残り安藤家で生活している。名前のフリーデはドイツ語で平和の意味。

シャーク隊長 / シャークセイザー
超星艦隊の司令官。かつてはワームホールの開発者として宇宙海賊に属していたが、コスモカプセルの研究のために紀元前の地球へと向かう時空航行の途中でトラブルに遭い、不時着した1960年の地球で宗二郎と出会い、友情を深めたことで地球を守りたいと感じてレジスタンス側に回る。未来に帰る際に宗二郎と交わした約束の通り、セイザーXを2005年へ送り出す。一時行方不明となるが無事2005年にたどり着く。
冷静で滅多に感情を崩さない上、自分に関する秘密をあまり打ち明けようとしないため、部下たちに冷たいと見られることもあるが、実際は不器用ながらも部下思いであり、戦いが終わった後のことを見据え、彼らに地球の仕事に触れさせる機会を作ることもあった。
彼もまた宇宙海賊（アクアル）の末裔であり、歴史が変われば自分が消滅することも承知であったが、拓人たちを動揺させないために、終盤まで黙っていた。本名は「ガイ・バスター」。
- 全体プロットでは「ホーン」「キャプテン・シャーク」という名前であった。当初は宗二郎と出会う時代は1945年であった。
- 1960年代に不時着した宇宙船のミニチュアは『さよならジュピター』の貨物艇で、『グランセイザー』のラディアのアルカニスが付いている。また、操縦席とコンソールは『ジャスティライザー』のライゼロスのコクピットの色替え。

ゴルド
羅針盤座星系スターク星出身。アドルイーグルの副官。1日16時間の睡眠が必要な体質で、戦艦の中ではほぼ常時寝ているが、アドによって声を掛けられるとすぐに起きる。ヘッドギアや腕部アタッチメント（鉄球）などのXアーマーを装着してセイザーゴルドに変身する。見た目の割に涙もろい性格で冷静沈着で聞き上手、英語交じりで喋る。戦いが終わった後、別の世界で妻のパトラと大学芋屋「ゴルドとパトラの大学いも屋さん」をしているようである。
ツインセイザー・アイン、ツインセイザー・ツバイン
双子座星系バッチ星出身。ビートバイザーの副官。常時セイザーアーマーを装着している双子の兄弟で、黒が兄のアインで、白が弟のツバイン。
二人共真面目で丁寧な口調で喋り、戦闘では無類のコンビネーションを発揮するが、本気になると丁寧語は取れる。お風呂が大好き。
正体はガス状の生命体（中盤に判明）でアインが赤、ツバインが青色のガス。ガス状の体を生かして狭い隙間を通り抜けることが出来るが、本人曰く、アーマーを脱ぐのは恥ずかしいとのこと。
- 全体プロットでは主人公艦の副官であった。
- デザインは西川伸司が担当。西川による宇宙服をモチーフとしたメインメンバーの初期案をベースとしており、肩のバーニアが特徴である。カラーリングは、金と銀にする案も存在した。
- アーマーの着脱後は撮影用スーツをそのまま使用している。

パトラ
中盤から登場。ネオデアークに潜入し、密航して現代にやって来たセイザーXの偵察要員であり、ゴルドの妻。ゴルド同様、スターク星出身。夫のゴルドを尻に敷いている。ゴルドの大好物（だと本人が思っている）の大学芋だけが料理のレパートリー。潜入が得意なだけあって神出鬼没な行動を取り、それが仲間の窮地を救うことも多い。イヤリングには変装・通信・転送機能が備わっている。
- 全体プロットでは登場予定はなかった。

カプセイザーG2
セイザーXのサポートロボで、ライオキャリアーのナビゲーターも務める。内部には各種武器やコスモカプセルが圧縮収納されており、指示に応じて転送する。AIを搭載しており、電子音とボディにある発光体を発光させることで、意思を伝達させる。製作者（母親）はレミーで、「G2」とは「ガイ・バスター2世」という意味。戦いが終わった後はレミーと同じく安藤家にいる。
- アンテナと腕は可動式で、ボディの転送装置は展開ギミックを備えている。

トビー
2005年に到着したシャーク隊長に代わり  、セイザーXを指揮するとともに未来の状況を報告するクルー。ただし、話の前置きが長い。アドの憎まれ口を予測している。戦いが終わった後は、歴史が変わった未来で平和に暮らしている模様。
- 監督の市野はトビー役に勇太が決まったことで、出番が増えたという。

### 安藤家
安藤 宗二郎（）
拓人の祖父、俊作の父。63歳。世界中にその名を轟かせる天才エンジニアで、その腕前は18歳当時に500年後の宇宙船を修理するほど（一年を費やしたが）。未来に戻れないセイザーXの戦艦のメンテナンスを一手に受けている。計算上では1942年度生まれで18歳時は拓人に瓜二つだった。シャークとは硬い友情で結ばれている。拓人にストレージリングとコスモカプセルを授けるが、孫が戦いに身を投じるのを心配している。中盤で2つのコアブレイバーを作り上げる。
愛車はホンダ・ステップワゴン。
- 高橋良輔が若いころの宗二郎と二役なのはコスモカプセルを受け継ぐこともあり、拓人と瓜二つということとなった。

安藤 俊作（）
拓人の父、宗二郎の息子。イギリスでF1のエンジニアをしている。争い事を嫌う温厚な性格。幼いころに宗二郎に叱られて育てられたため、自身は息子を怒らないことにしているため、小さいころの拓人はわがままな性格になってしまった。一時期帰国するも、拓人の出撃で満足に会話もできぬままイギリスへ戻る。

安藤 春子（）
拓人の母。宗二郎のガレージの横でショップ「Hガレージ」を経営する。肝っ玉母さんで縁の下の力持ちであり、舅である宗二郎も逆らえないことがある。ブレアードを納豆ごはんで手懐ける。

安藤 由衣（）
拓人の妹。14歳。兄同様宇宙海賊のことを祖父から聞いている。好奇心旺盛で、自らコスモカプセルの探索を手伝ったこともある。いい男には眼がなく、アドに夢中。兄を馬鹿にしつつも懸命に頑張っていることは認めている。

## セイザーXの戦力、武装

### ライオセイザー
安藤拓人がナックルクロスとストレージリングを交差させることにより装着する戦士。ライオンがモチーフで火の属性を持つ。武器は剣型武器ライオブレイカー。ライオブレイカーには短剣が収納されており、二刀流で戦うことも出来る。パワーとスピードのバランスが取れている。
- 企画段階ではライザーシンパという名称であった[17]。
- 当初のデザインはノンモチーフに近いものであったが、徐々に前面にライオンモチーフを押し出したものとなった[4]。前2作品では主人公のメインカラーは赤であったが、本作品では他のヒーロー作品でも珍しいオレンジとなった[2]。デザインのクリンナップを担当した西川伸司によれば、プロデューサーからの黄色をメインカラーにしたいという要望を元に試行錯誤した結果であると述べている[18]。また、メンバー全員に共通カラーの差し色として赤を入れている[18][19]。デザイン画では、赤いものや青いものも描かれた[5]。
- ライオブレイカーは新上の発案でアクション用は少し長くしている[13]。

必殺技
ライオファイヤー
コスモカプセル「ライオン1」の力を用いて放つ火属性最強の必殺技。ライオン型のビジョンが噛み付くように相手を焼き尽くす。拓人があまり他のコスモカプセルを使わないため、劇中で最も使用頻度が高い。

その他の攻撃技
オックスアタック
コスモカプセル「オックス9」の力を用いて放つ。劇中未使用。
ピジョンカッター
コスモカプセル「ピジョン10」の力を用いて放つ風属性の攻撃技。ハト型のビジョンが真空弾になって高速で襲い掛かる。
スタッグサンダー
コスモカプセル「スタッグ7」の力を用いて放つ強力な雷属性の攻撃技。クワガタの形をしたビジョンが前方に雷を降らせる。
マグマスピアー
コスモカプセル「スピア8」の力を用いて放つ強力な水属性の攻撃技。カジキマグロ型のビジョンが突撃し、敵を突き刺すように直撃する。
ナックルヒート
ナックルクロスのボタンを押して発動する、火エネルギーを纏ったパンチ。

その他の特殊能力
ウルフシェアー
コスモカプセル「ウルフ5」の力を用いて発動する。カプセルの炎エネルギーを仲間に分配する。劇中未使用。
スワンフラップ
コスモカプセル「スワン6」の力を用いて発動する移動技。白鳥型のビジョンが体に宿り、高速移動が可能になる。風属性。
マンティスバックラー
コスモカプセル「マンティス11」の力を用いて発動する。雷属性。劇中未使用。
ヒートホエール
コスモカプセル「ホエール12」の力を用いて発動する。水属性。劇中未使用。

### イーグルセイザー
アドが装着する戦士。鷲がモチーフで風の属性を持つ。武器は銃型武器イーグルブラスター。コスモカプセルを使用する際は、先端のグリップが起き上がる。
- イーグルブラスターの発砲の仕掛けは操演部によるものである[13]。

必殺技
イーグルタイフーン
コスモカプセル「イーグル2」の力を用いて放つ風属性最強の必殺技。鷲型のビジョンが圧縮空気弾となり敵を貫く。

その他の攻撃技
ウルフファイヤー
コスモカプセル「ウルフ5」の力を用いて放つ強力な火属性の攻撃技。オオカミ型のビジョンが熱線となって発射される。
スタッグミストラル
コスモカプセル「スタッグ7」の力を用いて放つ雷属性の攻撃技。クワガタの形をしたビジョンが強力な電磁波を発し、相手を麻痺させる。
ナックルウィンド
ナックルクロスのボタンを押して発動する。羽の形のエネルギーを纏ったパンチ。

その他の特殊能力
オックスシールド
コスモカプセル「オックス9」の力を用いて発動する防御技。ウシ型の巨大なビジョンが現れ、そのまま巨大な盾となる。炎属性。
スワンシェアー
コスモカプセル「スワン6」の力を用いて発動する分配技。風属性のエネルギーを分け与え、周囲にいる仲間の持つ武器の威力をアップさせる。
ヒーリングマンティス
コスモカプセル「マンティス11」の力を用いて発動する回復技。雷属性。
ホエールリープ
コスモカプセル「ホエール12」の力を用いて発動する移動技。水属性。クジラ型のビジョンを纏い、激流のように高速移動することができる。劇中ではこの水流に乗って飛び蹴りを放った。

### ビートルセイザー
ケインが装着する戦士。カブトムシがモチーフで雷の属性を持つ。武器は斧型武器ビートホーク。コスモカプセルを使用する時はビートホークの先端の刃を伸ばして使用する。
- ビートホークは銃のように見えるのを防ぐため、トマホークのように刃を厚くしている[13]。

必殺技
ビートルスラッシュ
コスモカプセル「ビートル3」の力を用いて放つ雷属性最強の必殺技。カブトムシ型のビジョンが角で敵を切り裂くように炸裂する。

その他の攻撃技
オックスボンバー
コスモカプセル「オックス9」の力を用いて放つ。炎属性。劇中未使用。
スワントルネード
コスモカプセル「スワン6」の力を用いて放つ強力な風属性の攻撃技。白鳥型のビジョンから竜巻が発生し敵を吹き飛ばす。
マンティスカッター
コスモカプセル「マンティス11」の力を用いて放つ。雷属性。劇中未使用。
ホエールスコール
コスモカプセル「ホエール12」の力を用いて放つ水属性の攻撃技。クジラ型のビジョンが威力こそ低めだが広範囲に激流を浴びせる。
ナックルサンダー
ナックルクロスのボタンを押して発動する、雷エネルギーを纏ったパンチ。劇中未使用。

その他の特殊能力
ウルフダッシュ
コスモカプセル「ウルフ5」の力を用いて発動する移動技。オオカミ型のビジョンが宿って、高速移動が可能になる。炎属性。
スタッグシェアー
コスモカプセル「スタッグ7」の力を用いて発動する分配技。雷属性のエネルギーを分け与え、周囲にいる仲間の持つ武器の威力を強化する。
スピアブロッカー
コスモカプセル「スピア8」の力を用いて発動する防御技。カジキマグロ型のビジョンが敵の攻撃をはじき返す。水属性。

### シャークセイザー
シャーク隊長がシャークナックルとストレージリングを交差させることにより装着する戦士。サメがモチーフで水の属性を持つ。着用するスーツは専用にカスタマイズされている。武器は剣型武器シャークバッシュ。コスモカプセル使用時には、刀身に鋸状の小さな刃が出現する。
- デザインは西川伸司が担当[20][17]。メインメンバーとツインセイザーの中間に位置するスーツという想定で、肩のバーニアや胸部の球状のディテールなどが後者と共通している[20]。旧世代型のツインセイザーのスーツをコスモカプセルが使用できるまでバージョンアップしたスーツというもので、ツインセイザーの豪華版ではあるが、他の3人の要素も入っている[19]。頭部は、シャークリーガーの初期デザインがシュモクザメをモチーフとしていた名残で横に突起があるものとなった[20]。
- マスクはスーツアクターの福田の提案で頭が擦れるくらいに小さくしている[21]。

必殺技
シャークラッシュ
コスモカプセル「シャーク4」の力を用いて放つ水属性最強の必殺技。サメ型のビジョンが噛み切るように敵を切り裂く。

その他の技
ウルフリバース
コスモカプセル「ウルフ5」の力を用いて放つ。劇中未使用。
スワンブリザード
コスモカプセル「スワン6」の力を用いて放つ風属性の攻撃技。白鳥型のビジョンから冷凍光線を発射し、敵を氷付けにする。数秒とはいえドリルアングラーの動きを止めたあたり、コスモカプセルの潜在能力の高さがうかがえる。
マンティスミラージュ
コスモカプセル「マンティス11」の力を用いて放つ。劇中未使用。
ホエールスラッシャー
コスモカプセル「ホエール12」の力を用いて放つ。劇中未使用。
ナックルスプラッシュ
ナックルクロスのボタンを押して発動する、水エネルギーを纏ったパンチ。

その他の特殊能力
オックススチーム
コスモカプセル「オックス9」の力を用いて発動する。炎属性。劇中未使用。
ピジョンウォール
コスモカプセル「ピジョン10」の力を用いて発動する防御技。ハト型のビジョンが盾となり、敵の攻撃を無効化する。風属性。
スタッグジャンプ
コスモカプセル「スタッグ7」の力を用いて発動する。雷属性。劇中未使用。
スピアシェアー
コスモカプセル「スピア8」の力を用いて発動する分配技。水エネルギーを分け与え、周囲にいる仲間の持つ武器の威力を強化する。

### セイザーゴルド
ゴルドがセイザーパッドで装備を転送することにより装着する戦士。玩具では通常属性が記されている部分が「剛」となっている。上記の4人と違いコスモカプセルは使用せず、武器は頭部と腕部を覆うXアーマー（腕部アタッチメントは交換可能）。必殺技はコンパスハリケーン。
- 当初は獣人キャラクターであった[4]。
- 腕パーツは『ジャスティライザー』のツインズナイトのパーツの改造で、劇中で使用されたトゲ付き鉄球以外にもドリルや斧もあった[15]。

### アイテム
ナックルクロス（シャークナックル）、ストレージリング
拓人、アド、ケイン、シャーク隊長がセイザーXに変身するための道具。右腕に共通のストレージリングをはめていて、「ナックルクロス（シャークナックル）!」とコールすると左手にナックルクロスまたはシャークナックル（拓人はライオン、アドはワシ、ケインはカブトムシ、シャーク隊長はサメの紋章がある）が現われ、両方を「エックス、装着!」のコールと共に交差させると、内部に圧縮されているセイザーアーマーが0.5秒で装着完了となる。
- 前2作と異なりギミックがない装着アイテムのため、チップを本体にはめたのみであるという。

セイザーパッド（コマンドパッド）
超星艦隊クルー全員が携帯する多機能端末。敵の属性・弱点解析や通信などの機能がある。属性には、火・雷・風・水があり、火は雷に対して強く、雷は風に対して強く、風は水に対して強く、水は火に対して強い。流星神や戦艦へはセイザーパッドの転送機能を使用してダイブインする。

Xウエポン
メンバー共通の武器で、レミーも使用する。銃タイプのエクスガンと剣タイプのエクスブレードの両方に変形する。
メンバー全員が使用できる武器だが、4人の戦士は戦闘では使用しておらず、それ以外にもケインが使ったのみである。

### 戦艦
ライオキャリアー
ライオンを意匠した突撃型宇宙戦艦。艦長は安藤拓人、副長はレミー・フリーデ。
セイザーXが所有する3戦艦の旗艦で、上部甲板にコアキャリバーを搭載している。兵装はライオキャノンとセイザー砲で、セイザー砲はフルチャージ状態で撃てば海賊船を一撃で破壊するほどの威力を持つ。
- コクピットのモニターは後から映像を合成するため、グリーンバックとなっている。

アドルイーグル
ワシを意匠した高機動型宇宙戦艦。艦長はアド、副長はゴルド。
スピードと小回りを活かした高速戦闘を得意とする。兵装はスプリットキャノンとイーグルガン。
- デザインを担当した西川伸司は、鳥モチーフのため飛行機に見えないようするのに苦労したと述べている。

ビートバイザー
カブトムシを意匠した重装型宇宙戦艦。艦長はケイン、副長はツインセイザー・アインとツバイン。
強固な装甲と、メガロキャノンやビートキャノン、インパクトキャノン、ミサイルランチャーといった多彩な兵装を誇る。

コアキャリバー
ライオキャリアーの上部甲板に搭載されている中型戦闘艇。
兵装はコアレーザー、コアミサイル。また、コアブレイバーに変形することができる。

シャークリーガー
ノコギリザメを意匠した強襲型新造宇宙戦艦。乗組員はシャーク隊長のみ。
グレートライオのシステムを改良しているため、他の戦艦と違って、コアブレイバーと合体せずに流星神に変形することができ、普段は巨大宇宙空母シャークベースと合体し指令艦となっている。主な武装は艦首のソードプレッシャーやカッターフィンで、シャークベース合体時はベースキャノンや三連ミサイルランチャー。また、シャークベースはコアキャリバーを二機搭載できる。
- 潜水艦と空母を兼ねるギミックは、『宇宙空母ブルーノア』をイメージしている。初期デザインではシュモクザメがモチーフであった。

ドリルアングラー
白兵戦用の突撃型宇宙戦艦。乗組員は1人。ジャッカルの愛機だったが、彼の死後はブレアードが引き継いだ。
艦首に備えたドリルドリルターナーによる体当たり攻撃を得意とし、先端にプラズマを発生させて突撃するドリルブローションなどを使用する。
- デザインモチーフはアンコウ。変形ギミックはシャークリーガーとほぼ同一である。先端のドリルや側面部の鋸状の刃など、轟天号に準えたような意匠が見られる。
- コクピットのシートは『ジャスティライザー』のライゼロス、コンソールのカバーは『グランセイザー』のガンシーサーの改造となっている。

| 名称             | 全長 | 全幅 | 全高   | 総重量 | 最大速度 | 最大出力    |
| ---------------- | ---- | ---- | ------ | ------ | -------- | ----------- |
| ライオキャリアー | 50 m | 39 m | 21 m   | 650 t  | 512 km/h | 1,500万馬力 |
| アドルイーグル   | 50 m | 39 m | 21 m   | 650 t  | 729 km/h | 1,200万馬力 |
| ビートバイザー   | 50 m | 27 m | 10.5 m | 700 t  | 490 km/h | 2,300万馬力 |
| コアキャリバー   | 20 m | 18 m | 12 m   | 300 t  | マッハ50 | 500万馬力   |
| シャークリーガー | 75 m | 39 m | 21 m   | 800 t  | 430 km/h | 2,150万馬力 |
| ドリルアングラー | 65 m | 24 m | 20 m   | 870 t  |          | 2,130万馬力 |

### ロボット・流星神
シャークリーガー以外の3体の流星神は、コアブレイバーの操縦者（ウインドイーグルとマグナビートはライオセイザー）と各戦艦の搭乗者が操縦と照準を分担している。
- 合体バンクは劇場版での流用を想定してフィルムで撮影されている[13]。ウインドイーグルとマグナビートの合体バンクは、劇場版の撮影後に撮影された[13]。
- 流星神が4体合体する予定もあったが、実現には至らなかった[出典 3]。

コアブレイバー
コアキャリバーが変形したロボットで流星神のコアになる。本来は偵察用で、スピードに優れるが戦闘にはあまり向かない。武器は腕部のコアレーザー、両脚から発射するブレイブショット、胸から発射するコアバスター。コアバスターは3体同時に発射すると巨獣を倒すほどの威力。
戦艦と合体する際は、各戦艦から照射されるオプティマイズビームによって、機体の構造を合体に適したものへと変化させると共に合体に必要なエネルギーを補給する。ビームを照射されると全身のグレーの装甲が、ライオキャリアーと合体する時は黄色、アドイーグルとの時は赤色、ビートバイザーとの時は青色となる。当初は1体しかなかったが、中盤で宗二郎が同じ形のものを2体完成させ、流星神3体が同時に戦闘可能となり、3体とも常時オプティマイズ状態を保っている。追加された2機はシャークベースから発進する。
- デザインは、ロボットとヒーローの中間的なイメージとしている。川北のアイデアで『スター・ウォーズ』の宇宙船のようなメカラインが入ったものとなった。

グレートライオ
コアブレイバーとライオキャリアーが合体した流星神。接近戦・白兵戦を得意とする近接格闘戦タイプ。主な武装は2本の剣ライオカッターとそれを合体させたライオジャベリン、胸から放つ小型ビームガンライオパルサー。ライオキャリアー時の武装もいくつか使用することが出来る。メインパイロットはライオセイザーで、レミーとカプセイザーG2も搭乗し、サブウェポンの使用で戦闘をサポートする。必殺技はライオジャベリンから放つハウリング・クラッシュ。劇場版では両側の剣先にそれぞれグランセイザー、ジャスティライザーの星の力を集めたパワーアップ版ハウリングクラッシュ・ギガマックスを使用した。
- スーツアクターの角田浩一によれば、過去の主役ロボよりも目穴の位置が高く、多少顎を引かなければ正面を向けなかったという。バリアはガラスの一枚板を使用しており、虹色のバリアになるように加工している。

ウインドイーグル
コアブレイバーとアドルイーグルが合体した流星神。中距離での電撃戦タイプで、ヒットアンドアウェイの戦法を得意とする。背中の羽を展開して、空中戦も可能。空中からは足の爪を使用したタロンカッターというキック技を放つこともできる。主な武器は肩に装着されている2丁拳銃イーグルライフル。メインパイロットはイーグルセイザーで、ゴルドが補佐。さらにコアキャリバー内にはライオセイザーも搭乗し、武装の照準を担当する（コアブレイバー量産後はイーグルセイザーがコアキャリバーに搭乗）。必殺技はイーグルライフルを連射するツイスター・シュート。
- ロボット形態では動物の要素を抑え、リアルロボット風のデザインとしている。

マグナビート
コアブレイバーとビートバイザーが合体した流星神。長距離での重火器を使用した戦闘を得意とする。主な武装はメガロキャノンやビートキャノンにインパクトガンや6連装ミサイルブレイブショット、5連装インパクトキャノン。メインパイロットはビートルセイザーで、アインとツバインが補佐。ウインドイーグル同様、コアキャリバー内にはライオセイザーが搭乗して照準を受け持つ（イーグル同様、コアブレイバー量産後はビートルセイザーがコアキャリバーに乗り込む）。必殺技は胸から発射するビートバスター。劇場版では水中戦を披露した。
- 前作までの重火砲型ロボットは怪獣体型であったため、本作品ではあえて人型としている。左手は開き手、右手は握り手となっている。当初は銃が太ももから飛び出ていたが採用されず、後にこの位置の武装がブレイブショットに変更された。

シャークリーガー
戦艦シャークリーガーが変形した流星神。近接白兵戦タイプ。主な武装は大型剣ソードプレッシャーと両腕についたカッターフィン、頭部から発射するユニッターシュート。パイロットはシャークセイザー。必殺技は、ソードプレッシャーで敵を凍りつかせてから一気に切り裂くハイドロールスラッシュと胸にエネルギーを集めて発射する破壊光線クロスバスター。コアブレイバーを内蔵しない分だけ他の流星神より動きは素早いが、エネルギー蓄積量が少ないためか長時間の戦闘には不向き。
- ハイドロールスラッシュは、ベビーパウダーを怪獣の表面に塗布することで表現している。

ドリルアングラー
戦艦ドリルアングラーが「バトルフォーメーション」の掛け声で変形した巨大ロボ。手持ち武装が無いため、格闘戦が主体で胸のドリルを使ったドリルターナーやドリルブローション、アングルブレイザーといった技を使用する。アルティメイトクラッシュという必殺技をもつが、劇中では未使用。ジャッカルの愛機時代は彼が抹殺に執念を燃やすシャークが操縦するシャークリーガーやその他の流星神を相手に激しい激闘を繰り広げた。彼の死後はセイザーX側に付いたブレアードが機体を引き継ぎネオデスカルが送り込んだ怪獣を相手に流星神との共闘で活躍した。
- モチーフはアンコウ。ほぼ同様の変形機構であったシャークリーガーと印象が被らないように注意している。

| 名称             | 身長   | 全幅   | 総重量  | 最大出力    |
| ---------------- | ------ | ------ | ------- | ----------- |
| コアブレイバー   | 45 m   | 21 m   | 300 t   | 500万馬力   |
| グレートライオ   | 52 m   | 40.3 m | 1,050 t | 2,000万馬力 |
| ウインドイーグル | 48.5 m | 35.5 m | 950 t   | 1,700万馬力 |
| マグナビート     | 58.5 m | 41 m   | 1,000 t | 2,800万馬力 |
| シャークリーガー | 62 m   | 38 m   | 800 t   | 2,150万馬力 |
| ドリルアングラー | 60 m   | 28 m   | 870 t   | 2,130万馬力 |

## 敵キャラクター

### 宇宙海賊デスカル
恒星系から恒星系をバルガレオンで渡り歩き、財宝や資源などを行く先々の惑星で略奪してきた異星人海賊集団（宇宙海賊）でネオデスカルの原点である。元は古代の地球人の末裔で、コスモカプセルを手に入れるために暗躍する。本編中は一貫して「宇宙海賊」としか呼ばれず、デスカルという名称は登場しない。本来の歴史では2005年に地球に襲来し、2006年のとある日（未来ではXデーと呼ばれる）にコスモカプセルを全て集め、地球制圧の願いを唱えることで、大部隊を襲来させ全ての文明を滅ぼし、地球を支配したとされる。
- 全体プロットでは「古代人およびその末裔の未来人」という設定であった[7]。
- 地球制圧のイメージシーンに登場した中型ロボットは、『グランセイザー』に登場したオメガの頭と肩を塗り替えたもので『ジャスティライザー』のゾラの武器を流用している[13]。

バーダー船長
宇宙海賊デスカルの船長。宇宙海賊戦艦バルガレオンの司令室から3将軍にコスモカプセル奪取を命じる。身寄りのいないブレアードの育ての親。実はロボット（機械）で、その正体を3将軍にも秘密にしていたが、第10話で禁忌であった落雷によってショートして爆発する。最期の言葉は「ブレアード、なぜ死んだのだ？」であったが、この言葉の意味は物語が完結しても明らかになっていない。

火将軍ブレアード（）
デスカル3将軍の1人で、火の属性を持つ。非常に短気な性格で、「面倒くせぇ」が口癖。一途で熱血漢。バーダー船長のために戦っているが、拓人を倒す機会がありながら敢えて逃がすなど、真っ向勝負にこだわる。拓人とは違う場所で生まれていたら親友になると思うほど似たもの同士でライバル視する。また、拓人とのコンビネーションは息がピッタリである。一方で、当初は拓人によく名前を間違えられることがあった（ブレーメン、ブーメランなど）。真空状態でも生身の姿で活動することが可能。ジャンケンで負けたことでコスモカプセルの力で巨大化し巨大ブレアードとなったこともある。
未来の子孫であるネオデスカルに従うのを快く思っておらず、一時期はセイザーXに捕獲され拓人の家で洗濯物を干したりしていたが、後にガレイドに反抗的なジャッカルと行動を共にする。その後セイザーXの仲間となり、流浪の末それまでの人生の中で唯一心休まった拓人の家に流れ着き居候する。戦いが終わった後、アクアルやサイクリードと共に別の宇宙へと旅立ったようである。
武器は長刀ファイブレードで、そこから放つデス・ブレイバーが必殺技。ポチ（安藤家居候時に呼ばれた渾名）時代に食べた納豆（厳密に言えば納豆ご飯）にハマり、以後の好物となる。
- 巨大ブレアードのファイブレードは巨大ハデスの剣の改造で、腰蓑も巨大ハデスの翼を改造している。

水将軍アクアル（）
デスカル3将軍の紅一点。水の属性を持つ。冷静沈着な策士。ちょっとせっかちで、盛り上がる2人に手厳しいツッコミを入れ話を中断することが度々ある。頼りない他の2人を馬鹿にしているが、2人のことを心配する面も持つ。煽てに弱い。使用する武器は先端に三日月状の刃が付いた杖ラグバッシュ。実はシャーク隊長がこのアクアルの血筋を引いていることが後に判明する。ネオデスカルのメンバーからはぞんざいに扱われていったため、次第に自分の居場所を求めるようになっていき、サイクリードの人格が変わったことで身の置き場をなくし、最終的にネオデスカルを離反した。
- 当初はロン毛のような感じで描かれていた。
- 『グランセイザー』のルシアのスーツアクターであった齋藤がアクアルを担当したことから、胸パーツはルシアのものを改造している。

風将軍サイクリード（）
デスカル3将軍の1人で、風の属性を持つ。知的なようで意外にも3将軍のボケ担当。3将軍の間を取り持つ。少し気弱な性格の臆病者で、自分から戦おうとしないが発明家としては一流で、ネオデスカルのメンバーからも高く評価されている。敵にも情けを掛ける戦いに向かない性格。料理が得意。3人で1番早く宇宙に帰りたがっている。実はネオデスカルのトップは彼の直系の子孫で、そのためネオデスカルの指導部からは表向き祭り上げられ、催眠装置で好戦的な性格になってしまう。終盤で捕らえられて嘗てのブレアード同様安藤家の庭に軟禁されるも、いつまで経っても元に戻らないことに業を煮やしたブレアードと取っ組み合いになった末、前述の催眠装置を外されて元に戻った。使用武器は扇状のファンクリーダー。
- 少ない口数の策士としてデザインされた。頭の帽子は、元々は帽子のような形の頭としてデザインされていた。

雷将軍サンダーラ（）
第24話から登場。100万年に1度開く地下の扉からやって来た、古代の地球人の末裔。その名の通り雷の属性を持つ将軍だが、誰も彼女の存在は知らなかった。争いを嫌い、三味線のようなキューライという楽器を奏でると戦う者の心を鎮める音色を奏でて、手を止めるが、なぜかジャッカルだけには効果がない。初めに出会う人と結ばれることを信じており、本来の歴史ではブレアードと最初に出会い恋に落ちる筈であったが、ブレアードを追ってきた拓人に先に会ってしまい、彼に一目惚れしてしまう。しかし紆余曲折の末に自らの意思で地底に戻り、その門を閉じてしまう。その結果、歴史改変が生じ、グローザを始め、雷将軍の血を引くネオデスカルの構成員が全員消滅することとなった。
- 当初は横暴な将軍という設定で、第1部のラストで地上に出現し、第2部のラストで死亡する予定であった。
- 足と袖にふわっと付いているのみで、他には何も着ていない感じのデザインであったため、ズボンを付けて描き直したが、造形では前垂れのみであった。
- キューライは落ちていたのを拾ったものであるという。

怪人
デスカルの構成員。
雷海賊ライデッグ
第1話に登場。最初にセイザーXと戦った怪人。電撃エネルギーを剣に注入して敵にぶつける攻撃が得意。
- 雷属性のため、雷を入れている。

水海賊アグラーグ
第3話に登場。水圧縮システムを体に備え、水を弾丸状に変えてバズーカ砲から発射する。バズーカと連動する照準装置も装備している。
- ラフ段階では単眼の怪人であったため、胸部の水滴は涙のようになっており、造形では目玉はオミットされたものの、その名残が胸に残っている。
- スーツは『ジャスティライザー』のアルミュールの改造。

風海賊レゼッカー
第6話に登場。敵をイーグルセイザーと同等の素早い攻撃で翻弄し、強力な突風を背中に付いた翼から起こして攻撃する。動きをイーグルに止められ、ビートルによって倒された。
- 羽根を腕に付けると戦闘時にバタバタしてしまうため、マントのように処理している。
- スーツは後にアルティメットに改造された。

風海賊サンドストーム
第8話に登場。敵の視界を巻き起こした強力な砂嵐で奪うサンドブラスターや砂の弾丸を撃ち出すサンドブリッツなどの技を得意とする。
- モチーフはシュモクザメ。

火海賊バンケーン
第11話に登場。打倒セイザーXの切り札として3将軍が招聘した。赤銅の鎧と盾で圧倒的な防御力を誇り、敵の動きを右目のロッゾアイで瞬時に予測・分析する。建物を一撃で破壊する斬撃など戦力は高いものの、極端に水に弱い。
- ベースは重量級の和甲冑。

宇宙恐獣
宇宙海賊デスカルが地球潜入の際に持ち込んで来た3体の怪獣。恐獣バレルに冬眠状態で収容されている。
宇宙恐獣レイザース
第2話に登場。地球にデスカルが持ち込んだ3大宇宙恐獣の1体で、地上に恐獣バレルに収容された状態で投下され、ブレアードが出撃させた。ビルを一振りで切断する威力を誇る鋭利な両腕のハサミが武器。また、熱エネルギーを全身の鋭い突起に集めて高熱火炎に変換することで口から吐き出す。グレートライオによって倒される。
- スーツはレイゾスの改造。スーツは後にレイミラードに改造された。

宇宙恐獣ウィンミラー
第3話に登場。地球にデスカルが持ち込んだ3大宇宙恐獣の1体。全身の反射板ヴァイオミラーから光の屈折現象を変化させる特殊な波長の電磁波を放射することで、自らの虚像を半径100kmの範囲に複数作り出すことが可能。両目の間にある反射板から光線を放つことが可能で、これは本体だけでなく幻影も放つことが可能。アクアルの作戦によってコスモカプセルの在り処の付近に本体が身を隠し、幻影を工場地帯、住宅地、遊園地に出現させてセイザーXを攪乱させた。
- デザインは元々本作品のために描いたものではなく、過去の没作品を使い回したものとなっている。
- コンビナートの襲撃シーンは足元のアップショットの場合は、スーツアクターが顔出しで演じている。

宇宙恐獣バードレス
第4話に登場。地球にデスカルが持ち込んだ3大宇宙恐獣の1体。全身を装甲が覆っており、肩、腹部、膝の赤い突起部分から強力な破壊光弾を連射する。長距離戦が得意で、敵に光弾を連射することで攻撃の隙を与えさせない。セイザーXと月面で戦うも、動きが鈍く、同様に長距離戦を得意としたマグナビートには火力・防御力が及ばなかった。
- スーツは、顔は『ジャスティライザー』のデフロッグを改造したもの、手は同作品のバグリアン、尻尾は同作品のトロイドンのパーツを使用している。胴体は既存のスーツのラテックス表皮を剥いでシルエットを変えており、書籍『超星神コンプリーション』では『ジャスティライザー』のエグゼリオンがベースと推測しているが断定には至っていない。資料によっては、『ゴジラvsデストロイア』（1995年）でのゴジラの海用スーツを改造したものと記述しているが、同スーツは2021年に現存が確認されている。開米プロダクションの吉田哲弥は、ゴジラに似ていたことからデフロッグの顔を用いてゴジラ顔にした旨を語っている。

合成恐獣
コスモカプセルの力で地球の生物を恐獣化させたもので宇宙恐獣以上のパワーを持つ。
合成恐獣ビグスタッグ
第6話に登場。クワガタをコスモカプセルスタッグビートル7によって1mほどに巨大化させ、手製の装置でエネルギーを増幅・照射して生成した。力は3大恐獣の倍で、強力な電撃を角から放つ。また、無数の群体に分裂することも可能。
合成恐獣グラプター
第10話に登場。古代の鳥の化石にサイクリードがコスモカプセルと落雷のエネルギーを掛け合わせることで生成した。高速で飛行し、翼から台風並の突風を発生させ、流星神の攻撃を跳ね返す。翼から放つ7色の光弾と口から吐く熱線でウインドイーグルを苦しめるが、翼をグレートライオに切断され、敗れ去る。
- スーツは『ジャスティライザー』のキングゼロの改造。

レイミラード
第31話に登場。3大宇宙恐獣の破片をサイクリードが合成して生み出した恐獣。シンクロ装置を介してサイクリードが操縦することで、3大宇宙恐獣の特性のみならず素早さと知性も兼ね備える。ただし、サイクリードにも受けたダメージが及んでしまう。
- スーツは上半身はウィンミラー、腕はレイザースを使用しており、ボディはバードレスとなっている。

メカ巨獣メガリオン
第32話などに登場。月の地表を割って現れたサイクリードが操る巨大ロボット。両目から放つ青い光弾、連射可能な両腕のメガスピンドリル、肩部から発射するミサイル砲などの武装を持つ。月に偵察にやって来た拓人とブレアードを襲い、グレートライオを火力で圧倒するも、月面で素早さを増した3体のコアブレイバーの波状攻撃に翻弄され、コアバスターを三方向から浴びて倒された。
また、ダークアルマーの周囲にも多数配備され、セイザーXによる攻撃を防いでいる。

雷神ゴード
第25話に登場。地下世界に暮らす古代人の雷一族の末裔たちの守り神で、湖底からサンダーラによって召喚された。コスモカプセル「マンティス11」を体内に飲み込んでいる。キューライの音色によって操られ、武器は神剣ゴーディウスで、真っ二つに湖面を割る衝撃波やガレオローグを一撃で弾き飛ばす光線など、戦力は流星神を凌駕している。
- スーツは『ジャスティライザー』のレオガイアスIIの改造。

ギグファイター
デスカルの使用する戦闘員。『超星神グランセイザー』にも登場。ナイフのような武器を持っており、自身の体を緑色の光球に包み敵に突撃することもできる。
- シリーズの一体感を持たせる意図として登場させた。

### ネオデスカル
2500年の未来で宇宙を侵略する宇宙海賊。構成員は皆デスカルの三将軍たちの子孫であるため、歴史が変わると消滅してしまう危険がある。最終的に首領が倒され、さらにコスモカプセルで歴史が変わったため、全滅した模様。
ネオデスカル
第27話から登場。2005年にガレイドたちを送り込んだネオデスカルの首領。中盤のXデーに自ら艦隊を率いて2005年に向かったが、トビーがワームホールの入り口を破壊したことで自身の宇宙戦艦ネオデアーク一隻だけが辿り着いた。
実は風属性のサイクリード直系の子孫の1人であり、御先祖様への敬愛の情を示すと称して首領の座をサイクリードに譲り、自身はひとまず参謀役になる。しかし、その裏ではサイクリードを催眠装置で操り、2005年の地球を闇で侵蝕するために侵蝕装置ダークアルマーの製造を目論む。役に立たない部下を容赦なく切り捨てる非情な性格。強力な念動力を操り、掌からは電撃を放つ。終盤で暗黒恐獣ダークゲランの残骸と一体化し実体を失うが、ブラックライオとなり恐獣の体内に乗り込んだ拓人と戦う。その目的は全てを闇で一つにし、争いの無い世界を作ることであったが、拓人には「全てを一つにしてはいけない」と否定された。
- 相手を見上げさせるために背を高くしている。

ブラックライオ
暗黒恐獣ダークゲランと一体化し実体を失ったネオデスカルの意識が、コスモカプセルライオン1の力で実体化した姿で、ライオセイザーの色違いとなる黒のカラーリングをしている。胸にライオン1が埋め込まれており、念力に加え、ライオブレイカーの色違いとなるブラックライオブレイカーを振るう。あくまで意識が実体化した存在なので、ダークゲランを倒さない限りネオデスカルの意識も死なない。
- スーツは新規造形。

ガレイド
第14話から登場。2500年の未来からやって来たネオデスカルの特別派遣部隊の司令官で、3将軍をはるかに上回るパワーを持つ。武器はバルスビームキャノンを発射するシウスピア。全身を硬化させたり、分身を生成する能力を持つ。3将軍の子孫なので似通ったところがある。非常に短気で、直系の先祖であるブレアードを特に邪魔者扱いするも、グローザの「彼は先祖ですから」の一言で堪えている。おだてに弱い。最後は度重なる失敗でネオデスカルに見切りを付けられ、処刑された。
- 別の人物が描き進めていたデザインを野坂がディテールを減らしてシンプルにリ・デザインしたもので、武器や外装は野坂が考案したものとなっている。

グローザ
第11話から登場。2500年の未来からやって来たネオデスカルの特別派遣部隊の女性参謀。いち早く2005年に現れ、セイザーXと宇宙海賊デスカルの戦いを監視していた。実はブレアードとサンダーラとの間に出来た雷一族の宇宙海賊と人間のハーフの子供の子孫。しかし、サンダーラがブレアードと結ばれず、拓人に想いを寄せながら地下の国に帰ってしまったために歴史が書き換えられ、血筋が存在しなくなったため、驚愕しながら消滅していった。

ジャッカル
第17話から登場。2500年の未来からやって来たネオデスカルの一員。シャークの昔の仲間であった。
1960年にタイムスリップした際にも同行していたが、負傷によりコールドスリープ装置に入って2年間治療していたため、シャーク隊長が1960年に一度コスモカプセルを全て集め、未来を変える決意をしたことをまったく知らなかった。自分を裏切ったシャークを恨み、シャークを倒すことに執着し、ガレイドの命令に従わずに独自行動をとる。しかし、実はシャーク隊長のネオデスカル時代のドックタグを所持していた。
シャーク隊長がネオデスカルを裏切った理由を知っても戦うことでしか自らを現せず、後に致命傷を負いながら愛機ドリルアングラーでシャークと戦うが、ブレアードが操縦を代わったことで彼にドリルアングラーを託しつつ、静かに息を引き取った。ブレアードによって墓が作られ、後にシャークが花を供えた。
「装着!」の掛け声で人間態から戦闘態へ変身する。その名の通りジャッカルの頭を模したヘルメットを装着している。ジャッカルの強化アーマーは4属性全てに対応できるようにカスタマイズされているため、4属性全ての攻撃を出すことも可能。武器は2本の特殊剣ファング・ソーで、必殺技はジャックスティンガー。
- 全体プロットでは登場予定はなく、第1部にはキャプテン・シャークを逮捕する「ハンター」という未来からやってきた敵が登場する予定であった。当初は紳士的な男という設定であったものの、シャークの元恋人の女性という設定に変更されたが、プロットからいったん姿を消し、後に1945年に不時着したシャーク艦の同乗者で、シャークと不時着時にはぐれて20世紀に取り残され、安藤家の近隣に暮らす謎のおばさんとして登場し、宗二郎たちを庇って死亡する展開であった。
- デザインは頭部は品田冬樹、首から下は野坂尚史が担当。当初は狼の顔が付いたフルフェイスヘルメットのような感じであった。人間の口のようなディテールを入れているセイザーXに対して悪いヤツのため、狼やジャッカルの骨のような口にしており、期せずしてジェットジャガーと言われたが、結果的に似ているのみであり、首周りが寂しいと思い、首輪を余りの素材であった赤い蛇腹で作ったことで、さらにジェットジャガーになったという。目や口が黒く空いているのは動物の骨をモチーフとしているからである。シャークと因縁を持っているという設定からシャークセイザーに似せている。

バレーダ
第27話から登場。2500年の未来からネオデスカルと共にやって来た、ネオデスカルの側近。口から吹雪や突風を放つ。彼女もまたサイクリード直系の子孫の1人である。最後はダークゲランが倒されたことに伴い、ネオデスカルに処刑された。

怪人
ネオデスカルの構成員。
- ドルビッグ、ピアース、リーボルト、ゼオリアは共通の戦闘服を使用し、マスクを差し替えている。

ドルピッグ
第15話に登場。火属性のガレイドの部下。特殊戦棍ビックロッドが武器で、高い格闘能力で敵を素早い動きで、赤熱させた放熱盤によって超高熱のパンチやキックで仕留める。
- 頭部のデザインは別作品のためにスケッチしていたキャラをアレンジしたもの。ブレアードとの重複を避けるため、直線的な炎にしている。

ピアース
第17話に登場。水属性の暗殺者。カンフー使いで、右腕にセイザーアーマーをも貫く猛毒針アムレヒト、左腕に解毒剤を装備している。
- 直線的に水滴を描いている。

リーボルト
第19話に登場。雷属性の怪人。超高電圧の電気エネルギーを体内に蓄え、専用武器ボルトブリンガーの剣先から電撃を放って敵の全身を麻痺させる。
- 十字のような顔にしているが、雷属性であることが分かりにくいことから、稲妻のようなニュアンスを十字に加えている。雷のような剣を想定していたが、普通の剣になってしまったという。

ゼオリア
第20話に登場。風属性の怪人。武器は真空状態を発生させることが可能な斧ゼオアックス。怒れるケインに真価を発揮できぬまま敗れる。
- 当初は装飾を頭部にしていたが、全部なくすこととなったため、額にヒビを入れている。

アリゴード
第22話などに登場。火属性の怪人。専用武器は身の丈よりも長いエペアントで、地面に突き立てることで自在に土煙を巻き起こす。高感度の頭の触角で僅かな熱をも察知する。
- ハチかアリの女怪人というオーダーであった。
- スーツはゼオリアの改造。胸の部分を変えている。

ダーゴス
第28話に登場。水属性の怪人で、ネオデスカル直属の近衛部隊に属している。武器は超低温コーティングによってダイヤモンドの数倍の強度を誇るフリズバーで、高速移動能力を持つ。
- スーツはライデッグの改造。

グルナーダ
第30話に登場。火属性の怪人。火球を上半身を覆う甲羅の内部で生成し、左手の指先から連射する。また、無数のトゲが甲羅にあるため、体当たりも得意とする。シャークセイザーを一度は退けた。
- スーツは『ジャスティライザー』のツインズナイト（弟）の改造。

アルティメット
第32話に登場。サイクリードが未来の技術によって作り出した。自らの属性を敵のエネルギーを吸収することで火属性や雷属性などに変化させる。
- スーツはレゼッカーの改造。

ディバイダー
第35話に登場。風属性の怪人。分身しているように見える高速移動が得意。武器として専用剣ディブスレイヤーを装備しているが、戦闘には使用されなかった。
- デザインは元々は永田が描いたものの角を直している。

未来恐獣
ネオデスカルが2500年の未来から連れて来た未来の恐獣。闇に包まれた未来の暗黒パワーを持つため、宇宙恐獣や合成恐獣をはるかに上回るパワーを持つ。
未来恐獣デスパー
第14話などに登場。高い体温のため、熱攻撃に対しての耐性があり、強い自己再生能力を有する。両肩の目のような器官から高圧電流、両腕からは緑色の光弾を放射する。口からグレートライオの機体表面をも侵食するヘドロ状の汚染物質を噴射する。
- 初期段階では「ヘッドラー」という名称であり、ヘドラのようにしている。
- ヘドロ状の汚染物質は墨汁に寒天を混ぜたものなどで試作された。

未来恐獣ネオデスパー
第18話に登場。デスパーの残留物をアクアルがコスモカプセル増幅装置で強化再生させた姿。長く腕を伸ばす能力とシールド発生させる能力が加わり、攻撃力が数倍になり、冷凍攻撃への耐性も得ている。ウインドイーグルを圧倒するが、シャークリーガーのクロスバスターに敗れる。
- スーツはデスパーの改造で、スーツの制作と同時に作っていたパーツを貼って塗り直している。伸びる腕は、別に専用の造形物が用意され、装着も可能だが、別パーツとして添え木を使用している。

未来恐獣ディロス
第29話に登場。無数の小型円盤が巨大円盤に合体・変形した姿。マグナビートの攻撃も寄せ付けない分厚い装甲を持ち、敵の足を肩から連射する針状の光線で止め、胸部中央から放つ破壊光線ディローザーで撃破する。
- スーツは『ジャスティライザー』のバハドーグの改造。

宇宙暴艦ガレオキング
第27話に登場。ガレオローグが超過密圧縮によってサイズ縮小し、変形したロボット体。ガレイドはマニュアルを読みながら操縦していた。超過密圧縮したボディによってエネルギーを集約し、三倍の装甲と戦艦時の攻撃力・防御力の数倍を誇る。両肩のガレオキャノンからレーザー砲を放つ。
- 『宇宙からのメッセージ・銀河大戦』のガバナス戦艦のようなカメラが入ることが可能な溝を設けている。

暗黒恐獣ダークゲラン
第36話などに登場。最強の恐獣で、地球にダークアルマーが発生させた闇を引き寄せる役割を持つ。闇で体に触れたものを侵食し、流星神をも機能停止に追い込んだ。流星神とドリルアングラーによって一度倒されるが、体内にネオデスカルが融合することで、数倍に超巨大化した。すべての攻撃を闇の力で無効化し、体の外側と内側から同時に攻撃しなければ倒すことが不可能である。
- スーツは『劇場版 超星艦隊セイザーX 戦え!星の戦士たち』のマンモスボスキートの改造で、鼻先の角や各部のトゲなどを追加し、翼の模様も一新している。

デスメード
第15話から登場。ネオデスカルの戦闘員。ギグファイターの3倍のパワーを持つ。武器は小型の電磁サーベル。
- 別の人物が描き進めていたデザインを野坂がディテールを減らしてシンプルにリ・デザインしたもので、武器や外装は野坂が考案したものとなっている。

### デスカル・ネオデスカルの装備・戦力
宇宙海賊戦艦バルガレオン
小型戦闘艇バルファイター十数機と3大宇宙恐獣を搭載するデスカルの宇宙戦艦。

ネオデアーク
ネオデスカルの超巨大戦艦。セイザーXやガレオローグの砲撃を遥かに凌ぐ攻撃力を誇る。
- プロップはガレオローグの改造。劇中での披露はないものの、艦首の口が開口するようになっている。改造時に左右3対の砲門が追加された。

ガレオローグ
ガレイドの戦艦。火力はバルガレオンを上回る。
- プロップはバルガレオンの改造。改造時に口の開閉ギミックが仕込まれたものの、使用したのはガレオキングの変形時のみである。

ダークアルマー
コスモカプセルの力ではなく、闇によって直接的に地球を侵食させ、未来を確定しようとしたネオデスカルが月の裏側に密かに建造した闇の侵食装置。地球側にも設置されようとしていた。
- シナリオ上では地球側に設置しようとしたダークアルマーは「闇の誘導装置」というものであった。
- ミニチュアは『ウルトラマンティガ』の宇宙ステーションデルタと『ウルトラマンコスモスVSウルトラマンジャスティス THE FINAL BATTLE』のコスモ・ノアの台座を組み合わせたものに、赤いドームなどを付け加えている。

## コスモカプセル
地球の各地に散らばる球形のカプセル。このカプセルをめぐって、太古から争いが繰り広げられていた。12個全てを集めるとあらゆる願いが叶う。表面にはモチーフとなる生物が白色で描かれており、背景色は哺乳類は赤、昆虫類は黄色、鳥類は緑、魚類および水棲生物は水色である。セイザーXは武器に装着することで必殺技を放つ。後にデスカルはサイクリードが開発した装置と組み合わせることで合成恐獣を作り出すようになる。
第1部では12個を集めて全宇宙を支配しようとするデスカルが、第2部では歴史改変を阻止しようとするネオデスカルがセイザーXと争奪戦を繰り広げる。また、コスモカプセル自体は意思を持っており、第3部では自らセイザーXの元へ行ったり、セイザーXを守るようになる。
セイザーXの目的は「争いの火種となるコスモカプセルの消滅」であり、最終的に拓人がそれを願ったが、消滅することは無く、拓人たちをコスモカプセルを守る戦士として選んだ。
- 全体プロットでは「カプセル・フォース」という名称であった[7]。
- アップ用の球体部分はアクリル製で、ひとつひとつ熱加工によって製作された[15]。球体の内部でエンブレムが浮いているイメージというプロデューサーの船田のリクエストから、アクリル板を内部に仕込み、縁を透明のまま残してエンブレムを中心部に貼り付けている[15]。
- 第26話に登場した偽コスモカプセルは現場対応で製作したもので、アクション用と同等の仕様で、ソフビ製のため、若干クリア部分が濁っている[13]。

コスモカプセル一覧
ライオン1
火の属性を持つライオセイザー専用のコスモカプセル。最終回で拓人を選んだ。
イーグル2
風の属性を持つイーグルセイザー専用のコスモカプセル。最終回でアドを選んだ。
ビートル3
雷の属性を持つビートルセイザー専用のコスモカプセル。最終回でケインを選んだ。
シャーク4
水の属性を持つシャークセイザー専用のコスモカプセル。最終回でレミーを選んだ。
ウルフ5
火の属性を持つコスモカプセル。最終回でパトラを選んだ。
スワン6
風の属性を持つコスモカプセル。最終回でサイクリードを選んだ。
スタッグ7
雷の属性を持つコスモカプセル。最終回でブレアードを選んだ。
スピアフィッシュ8
水の属性を持つコスモカプセル。作中では「スピア8」と呼ばれる。最終回でアインを選んだ。玩具では未発売。
オックス9
火の属性を持つコスモカプセル。最終回でツヴァイを選んだ。
ピジョン10
風の属性を持つコスモカプセル。最終回でアクアルを選んだ。
マンティス11
雷の属性を持つコスモカプセル。最終回でゴルドを選んだ。
ホエール12
水の属性を持つコスモカプセル。最終回で由衣を選んだ。

## キャスト

### レギュラー
- 安藤拓人、18歳の宗二郎 - 高橋良輔[注釈 9]
- アド - 進藤学
- ケイン - 三浦涼介
- レミー - 松山まみ
- シャーク隊長  - 松永博史
- ゴルド - ロバート・ボールドウィン
- 安藤由衣 - 枚田菜々子
- 5歳の拓人 - 川瀬裕斗
- 安藤俊作 - 田中優樹
- グローザ - 石川美津穂
- パトラ - 石坂ちなみ
- トビー - 勇太
- ジャッカル - 小島邦裕
- バレーダ - 佐藤麻紗
- 安藤春子 - 森川由加里
- 安藤宗二郎 - 宗方勝巳

### 声の出演
- ツインセイザーアイン - 保村真
- ツインセイザーツバイン - 大津田裕美
- 火将軍ブレアード - 伊藤健太郎
- 水将軍アクアル - 浅川悠
- 風将軍サイクリード - 岸尾大輔
- 雷将軍サンダーラ - 倉田雅世
- ネオデスカル、ブラックライオ - 津田英三
- ガレイド - 二又一成
- ナレーター - 相沢正輝（1 - 12話）、桐井大介（13 - 39話）

### ゲスト
- 翔 - 畔上真次（1,6,38）
- 厚 - 畠山洋太（1,6,38）
- 翔と厚の母（お母さん） - 秦中智鶴（1,38）
- 係員1 - Ryoma（1）
- 係員2 - 川名基己（1）
- 社長 - 大矢兼臣（2）
- おばあさん - 位田富子（2）
- 警備員 - 宮崎寛之（2）
- 作業員 - 金光健真、光山文章（3）
- おねえさん - 安田洋子（5）
- カメラマン - 名倉右喬（5）
- モデル - 永島さや佳（5）
- レポーター - 林侑香（6）
- 幼児Aの母 - 洪明花（6）
- 子供A - 夏目卓実（6）
- 子供B - 長尾キラト（6）
- 子供C - 神林秀太（6）
- 幼児A - 水落海斗（6）
- 幼児B - 吉田涼（6）
- 幼児C - 三浦楓雅（6）
- 通行人A - 谷口正雄（6）
- 通行人B - 矢崎学（6）
- 3歳のレミー（幼いレミー） - 彩田真鈴（7,35）
- 長男 - 田谷亘司（7）
- 妻 - 氏家恵（7）
- おふくろ - 和泉今日子（7）
- ゆーくん - 鈴木裕大（7）
- 男の子1 - 根本一輝（8）
- 男の子2 - 岩岡誠也（8）
- 女子社員1 - 松原志津香（9）
- 女子社員2 - 鯉沼トキ（9）
- 若い母親 - 野中りえ（10）
- ヒロコちゃん - 戸崎優華（10）
- ケインの母 - 桜井ひとみ（20）
- ケインの弟たち - 長島伸一郎、小林奨、風間隼人、池田安希、小倉史也、熊谷瑠衣、芥川結香（20）
- 佐藤 - 東せいじ（21）
- 田中勇太 - 小西涼（21）
- 木村和司（本人役 / 21）
- 旅館の女将 - 青木和代（30）
- 研究所所長 - 岡元八郎（32）
- 研究員A - 森川洋行（32）
- 研究員B - 畑俊樹（32）
- ファーストフード店店長 - 堀本能礼（32）
- ファーストフード店店員 - 鈴木アキノフ（32）
- サッカーフェスティバルの客[13][注釈 10] - 市野龍一（35）
- 「ムッシュライオベーカリー」店主[13][注釈 10] - 新上博巳（35）

### スーツアクター
- ライオセイザー - 新上博巳
- イーグルセイザー - 田井和彦
- ビートルセイザー - 白濱孝次
- シャークセイザー - 福田亘
- ジャッカル、流星神シャークリーガー - 松上順也
- ツインセイザーアイン - 安藤道泰
- ツインセイザーツバイン - 石田裕
- コアブレイバー、ドリルアングラー - 御代川太
- コアブレイバー - 氏原祐介
- コアブレイバー - 稲留正樹
- 流星神グレートライオ、流星神ウインドイーグル、流星神マグナビート - 角田浩一
- ガレイド、ネオデスカル、ブラックライオ - 和田三四郎
- 火将軍ブレアード - 佐藤優
- 水将軍アクアル - 齋藤恵美子
- 風将軍サイグリード - 富田稔
- 雷将軍サンダーラ - 酒井亜美
- 宇宙恐獣ウィンミラー、宇宙恐獣バードレス、合成恐獣ビグスタッグ、合成恐獣グラプター、未来恐獣デスパー、未来恐獣ネオデスパー、未来暴艦ガレオキング、未来恐獣ディロス、合成恐獣レイミラード、メカ巨獣メガリオン、暗黒恐獣ダークゲラン、ドリルアングラー、巨大ブレアード、雷神ゴード - 岩崎晋弥
- ライデック、アグラーグ、レゼッカー、サンドストーム、バンケーン、ドルビック、ビアース、リーボルト、ゼオリア、アリゴード、ダーゴス、グルナーダ、アルティメット、ディバイダー - 南辻史人
- ガダル星人 - 小倉直紀
- 合成恐獣レイミラード - 中村覚司

## スタッフ
- 企画 - 藤原正道・井澤昌平（テレビ東京）、雲出幸治、森恭一
- 企画協力 - ガンジス
- 統括プロデューサー - 釜秀樹
- プロデューサー - 山川典夫（テレビ東京）、渡辺和哉、船田晃
- ラインプロデューサー - 橋内敬二、田中満
- 監督 - 米田興弘、市野龍一、池田敏春、舞原賢三
- 特技監督 - 川北紘一
- シリーズ構成・脚本 - 林民夫
- 脚本 - 河田秀二、稲葉一広、古怒田健志、瀧田哲郎、関根智彦、今井聡、宮川洋紀
- 本編スタッフ
  - 撮影 - 菊池亘、倉持武弘、関口芳則
  - 撮影助手 - 川口滋久、岸田隆
  - 照明 - 井上幸男、黒田紀彦（5 - 7,9）
  - 照明助手 - 黒田紀彦、町田修一、松本憲人、大石正弘、岡田佳樹、加瀬拓郎、高崎真
  - 助監督 - 田部井稔
  - 監督助手 - 米川治、岩坪梨絵、西塚進明、小菅由佳乃
  - 録音 - 三澤武徳
  - 録音助手 - 宮村猛司、小出かおる
  - VE - 鈴木健太郎
  - CA - 今井景子、小古呂弥生
  - 操演 - 上田健一
  - 操演助手 - 伊藤麻由香
  - 美術 - 平井淳郎
  - 美術造型 - 伊藤ゲン
  - 装飾 - 野村佳世、長澤真智子
  - 美術助手 - 竹内美保
  - 持道具 - 井上若葉、竹村奈緒子
  - 衣装 - 川崎健二、斉藤幸永
  - ヘアメイク - 三澤友香
  - ヘアメイク助手 - 酒井亜美、荒木一恵
  - アクション助監督 - 小倉直紀
  - キャラクターメンテナンス - 小野島泰宏
  - 造型担当 - 野村和未
  - 造型助手 - 山本ヒロシ、谷川清孝、小林靖博
  - スクリプター - 江口由紀子、高木厚太郎、堀ヨシ子、増田実子
  - 編集 - 早澤淳一郎、奈良貢（13）
  - スケジュール担当 - 近藤孔明
  - アシスタントプロデューサー - 大滝裕、関根智彦
  - 制作担当 - 安丸徹、柴田和明
  - 制作主任 - 田辺正樹
  - 制作進行 - 樋掛浩晃、新山康幸
  - 制作デスク - 菊池裕美
- 特撮スタッフ
  - 撮影 - 桜井景一
  - 美術 - 大澤哲三
  - 美術助手 - 山田順啓、中原佑典、佐藤弥夢
  - 照明 - 瀬尾伸幸
  - 照明助手 - 池ヶ谷嘉伸、深川寿幸、中井新、近松光、明星知、松山寛裕（10）、小林卓実（12）
  - 助監督 - 満留浩昌、今井聡
  - 監督助手 - 畑山友幸、大船龍二
  - 操演 - 川口謙司
  - 操演助手 - 青木貴広、武士裕
  - VE - 石井千秋
  - 特撮CA - 劉公烈、安藤祐輔
  - 造型管理 - 花谷充泰、浅田千歌
  - 造型助手 - 橋本琢、高野廣茂
  - スクリプター - 小林加苗
  - 編集 - 斉藤和彦
  - 制作 - 渡辺達也
  - 制作進行 - 小山尚美、古賀遼
- アクション監督 - 松井哲也、川名求己
- 特撮殺陣 - 志真叶一
- デザインワークス - 西川伸司、永田太、真佐木一佐、吉田穣、野坂尚史、ART JUNKIE
- 画コンテ - 西川伸司
- 特殊造型 - 品田冬樹、山越拓也、吉田哲弥、澗淵隆文、倉橋正幸、田端恵
- VFXスーパーバイザー - 杉木信章
- テクニカルコーディネーター - 山崎晴康
- リード・エフェクト・アニメーター - 三輪智章、山本英文、根本輝久
- エフェクト・アニメーター - 吉岡直生、原玉絵、越智裕司、鈴木浩一
- 3DCG・アニメーター - 田中良一、小柴浩
- デジタル・コンポジッター - 中山剛志、林潔、落合祐毅
- ロボットCG - 永井毅、渋谷知洋
- ポストプロダクションコーディネーター - 木下満寿裕、唐木淳伸
- オンライン編集 - 永野智也
- オフライン編集 - 奈良貢
- デジタルコンポジット - 藤川儀範、井出普子
- テレシネ - 田中基
- 音響効果 - 小川広美
- MA - 山口正和、貞安克久（33）
- MA助手 - 貞安克久、森茂、山口正和（33）
- 仕上進行 - 堀江愛佳
- 文芸進行 - 田中美知太郎
- 番組宣伝 - 石井真知子（テレビ東京）、黒田多加恵（テレビ東京 / 1 - 17）
- 版権担当 - 加藤智浩、東幸司
- アソシエイトプロデューサー - 野田直彦、内藤真季子、加藤彩香
- 「今日の一言」演出 - 田部井稔
- 「今日の一言」撮影 - 川口滋久
- 特撮プロダクション - ドリーム・プラネット・ジャパン
- 特殊造型 - Vi-SHOP、開米プロダクション、ヒルマモデルクラフト、インコム・アーツ、ミューロン
- 美術 - マーブリングファインアーツ、東宝映像美術
- 特殊効果 - 亀甲船
- 装飾 - 東宝コスチューム
- ヘアメイク - おかもと技粧
- 撮影機材 - 映広
- 照明機材 - ライトワーク、ライトロン
- 車両 - ストロングワーク
- 特殊機材 - 宗特機
- 特撮協力 - ドリーム・プラネット・ジャパン
- アクションプロデュース - マツイ・エンタープライズ
- VFX - ドリーム・プラネット・ジャパン、コア・ブレイン、日本エフェクトセンター、ソニーPCL
- 現像所 - 東京現像所
- ポストプロダクション - ソニーPCL、東宝サウンドスタジオ、HALF H・P STUDIO
- 音響効果 - 東洋音響
- 美術セット協力 - 東宝ビルト、榎本鉄工所、有限会社タナカパーツ製作所
- G2製作 - 松岡象一郎（GM Atelier）
- 出版協力 - 講談社「テレビマガジン」小学館「てれびくん」角川書店「特撮エース」
- 機材協力 - Avid、報映産業、National Panasonic
- 協力 - 東宝映画、コナミ株式会社、コナミスポーツ株式会社
- スタジオ協力 - 東宝スタジオ
- 車両・美術協力 - HONDA、ホンダモーターサイクルジャパン、株式会社ホンダアクセス、株式会社ホンダダイレクトマーケティング、H-FREE
- 音楽 - 高木洋
- 音楽プロデュース - 長谷川雄介
- 音楽制作 - 藤田昭彦
- 音楽協力 - テレビ東京ミュージック
- 制作プロダクション - ゼネラル・エンタテイメント
- 製作 - テレビ東京、読売広告社、東宝株式会社

## 主題歌

### オープニングテーマ
「超星艦隊セイザーX」
歌 - 高橋洋樹 / 作詞 - 山田ひろし / 作曲 - 浅田直 / 編曲 - 矢野立美
- 第19話から3番の歌詞を使用。最終回はEDでも流れた。

### エンディングテーマ
「ジャンプだ! 僕らのセイザーX!!」（1 - 37）
歌 - 高橋洋樹 / 作詞 - 山田ひろし / 作曲 - 小杉保夫 / 編曲 - 矢野立美
- 過去の超星神シリーズのエンディングテーマは番組とは関係ない一般歌謡曲とのタイアップだったが、本作品のエンディングテーマは番組内容に即した子供向けの曲となっており、エンディング映像では拓人とレミーが子供たちとダンスをする。

## 「今日の一言」
次回予告の後に入るミニコーナー。前作、前々作におけるキャラクター・武器紹介に代わって設けられた。本編のシーンや台詞に関連した、いわば番組を見ている視聴者とセイザーXとの「おやくそく」といえる教訓的な一言を挙げ、それをキャラクターの寸劇で分かり易く見せるというもの。
このコーナーは第37話で終了しているが、第38話（最終回）のエンドクレジット（曲はOPの「超星艦隊セイザーX」）の最後で、「すてきな未来をみんなでつくろう!」というメッセージが画面いっぱいに映った。

## 放映リスト
| 放送日         | 話数   | サブタイトル                  | ゲスト怪人                                                            | 脚本            | 監督     | 今日の一言                                          |
| 第一部         | 第一部 | 第一部                        | 第一部                                                                | 第一部          | 第一部   | 第一部                                              |
| -------------- | ------ | ----------------------------- | --------------------------------------------------------------------- | --------------- | -------- | --------------------------------------------------- |
| 2005年 10月1日 | 1      | 拓人は燃えているか!           | - 雷海賊ライデッグ                                                    | 林民夫          | 米田興弘 | 友達に会ったら「こんにちは」ってあいさつしようね    |
| 10月8日        | 2      | 燃えろ!グレートライオ         | - 宇宙恐獣レイザース                                                  | 林民夫          | 米田興弘 | 横断歩道をわたるときは手をあげようね                |
| 10月15日       | 3      | 白い旋風!ウインドイーグル     | - 水海賊アグラーグ - 宇宙恐獣ウィンミラー                             | 林民夫          | 市野龍一 | 知らない人にはついていっちゃダメ!                   |
| 10月22日       | 4      | 青い稲妻!マグナビート         | - 宇宙恐獣バードレス                                                  | 林民夫          | 市野龍一 | ゴハンを食べる時は「いただきます」って言おうね!     |
| 10月29日       | 5      | 探検!シャーク4を探せ          | -                                                                     | 河田秀二        | 米田興弘 | 温故知新                                            |
| 11月5日        | 6      | ぼくたちのヒーロー            | - 風海賊レゼッカー - 合成恐獣ビグスタッグ                             | 河田秀二        | 米田興弘 | 動物や自然を大切にしようね                          |
| 11月12日       | 7      | 追憶・1960                    | -                                                                     | 林民夫          | 市野龍一 | お友達との約束は守ろうね!                           |
| 11月19日       | 8      | 由衣の休日                    | - 風海賊サンドストーム（声：田井和彦） - ガダル星人（声：松尾まつお） | 古怒田健志      | 池田敏春 | 危険な場所に近づくのはやめようね                    |
| 11月26日       | 9      | 史上最悪の3日間               | -                                                                     | 林民夫          | 市野龍一 | 出かける時はお家の人にどこに行くかちゃんと言おうね! |
| 12月3日        | 10     | 船長の正体                    | - 合成恐獣グラプター                                                  | 古怒田健志      | 池田敏春 | 悪いことをしたら「ごめんなさい」って謝ろう!         |
| 12月10日       | 11     | 父、帰る                      | - 火海賊バンケーン（声：小倉直紀）                                    | 林民夫          | 米田興弘 | 外から帰ってきたら、手洗いとうがいをしよう          |
| 12月17日       | 12     | 決戦は空の彼方で              | - 巨大ブレアード                                                      | 林民夫          | 米田興弘 | お友達を信じて力を合わせて頑張ろうな!               |
| 12月24日       | 13     | 聖なる夜に                    | -                                                                     | 関根智彦 今井聡 | 米田興弘 | 何かをもらったら「ありがとう」って言おうね          |
| 第二部         |        |                               |                                                                       |                 |          |                                                     |
| 12月31日       | 14     | 未来からの敵、ネオデスカル    | - 未来恐獣デスバー                                                    | 林民夫          | 市野龍一 | 散らかしたら、自分で後片付け!                       |
| 2006年 1月7日  | 15     | 危機一髪!シャークセイザー登場 | - 怪人ドルピック（声：福田亘）                                        | 林民夫          | 市野龍一 | 困っている人がいたら助けてあげようね!               |
| 1月14日        | 16     | 超流!シャークリーガー         | - 未来恐獣デスバー                                                    | 河田秀二        | 市野龍一 | お友達と仲良くしようね!                             |
| 1月21日        | 17     | 追跡者、名はジャッカル        | - 怪人ピアース（声：安藤道泰）                                        | 河田秀二        | 市野龍一 | 出かける前に忘れ物がないかチェック!                 |
| 1月28日        | 18     | 激震!ドリルアングラー         | - 未来恐獣ネオデスバー                                                | 林民夫          | 舞原賢三 | お手伝いは進んでしようね!                           |
| 2月4日         | 19     | 装着アド!未来に向かって       | - 怪人リーボルト                                                      | 林民夫          | 舞原賢三 | ゴミはゴミ箱に捨てましょう!                         |
| 2月11日        | 20     | ケイン、裏切りの刻!           | - 怪人ゼオリア                                                        | 林民夫          | 舞原賢三 | 家族を大切にしよう!                                 |
| 2月25日        | 21     | 勝利へのフリーキック          | -                                                                     | 宮川洋紀        | 池田敏春 | 何でも一生懸命努力しよう!                           |
| 3月4日         | 22     | 脅威の変形!ドリルアングラー   | - 怪人アリゴード（声：齋藤恵美子）                                    | 稲葉一広        | 池田敏春 | ルールはきちんと守ろうね                            |
| 3月11日        | 23     | ミッションX!艦長を救え        | - 怪人アリゴード                                                      | 稲葉一広        | 池田敏春 | 人から物を借りたらちゃんと返そうね                  |
| 3月18日        | 24     | 第四の将軍                    | - 雷将軍サンダーラ                                                    | 林民夫          | 米田興弘 | 早寝早起きをしよう!                                 |
| 3月25日        | 25     | 変わり始めた歴史              | - 雷将軍サンダーラ - 雷神ゴード                                       | 林民夫          | 米田興弘 | 優しい気持ちを大切にね                              |
| 4月1日         | 26     | レミーの涙、G2の心            | -                                                                     | 河田秀二        | 舞原賢三 | どんなことにも負けないで頑張ろうね                  |
| 4月8日         | 27     | Xデー・戦いの果て             | - 未来暴艦ガレオキング                                                | 河田秀二        | 舞原賢三 | 相手が嫌がることは止めようね                        |
| 第三部         |        |                               |                                                                       |                 |          |                                                     |
| 4月15日        | 28     | 侵入!新たなる戦力?            | - 怪人ダーゴス                                                        | 林民夫          | 舞原賢三 | やりたいことはどんどんチャレンジしよう!             |
| 4月22日        | 29     | 異空間からの脱出              | - 未来恐獣ディロス                                                    | 林民夫          | 市野龍一 | 感謝の気持ちを伝えようね                            |
| 4月29日        | 30     | 受け継がれる想い              | - 怪人グルナーダ                                                      | 瀧田哲郎        | 市野龍一 | お風呂から出たらちゃんと体を拭こうね                |
| 5月6日         | 31     | 対決!ブレアードVSサイクリード | - 合成恐獣レイミラード                                                | 瀧田哲郎        | 池田敏春 | 間違ったことは注意しようね                          |
| 5月13日        | 32     | 激闘!トリプル・コアブレイバー | - メカ巨獣メガリオン - 怪人アルティメット                             | 河田秀二        | 池田敏春 | ご飯を食べたら、歯を磨こうね                        |
| 5月20日        | 33     | 信じあう仲間                  | -                                                                     | 河田秀二        | 米田興弘 | 友だちをたくさん作ろうね                            |
| 5月27日        | 34     | 12個集結?コスモカプセル       | -                                                                     | 河田秀二        | 米田興弘 | 何かを始めたら最後までやり遂げようね                |
| 6月3日         | 35     | 明かされるレミーの過去        | - 怪人ディバイダー                                                    | 林民夫          | 市野龍一 | 落ち込んでいる人がいたら励ましてあげよう            |
| 6月10日        | 36     | 闇の侵蝕、ダークアルマー      | - 暗黒恐獣ダークゲラン - メカ巨獣メガリオン（複数）                   | 林民夫          | 市野龍一 | 自分の力を信じようね                                |
| 6月17日        | 37     | 拓人、闇の中へ                | - 暗黒恐獣ダークゲラン - ブラックライオ (声：津田英三）               | 林民夫          | 市野龍一 | 夢をあきらめるな!                                   |
| 6月24日        | 38     | 友情は時空を越えて…           | - 暗黒恐獣ダークゲラン - ブラックライオ (声：津田英三）               | 林民夫          | 市野龍一 |                                                     |

## 映像ソフト化
- 2006年2月10日から11月10日にDVDが発売。全10巻で各巻4話（1のみ2話）収録。